# 조지 매클렐런
조지 브링턴 매클렐런(George Brinton McClellan, 1826년 12월 3일 - 1885년 10월 29일)는 미합중국의 군인, 정치가. 남북 전쟁 중 북군(Union Army)의 소장으로 유명하다. 포토맥 군을 편성하여 1861년 11월부터 1862년 3월 짧은 기간에 북군 총사령관을 맡았다. 키가 작았기 때문에 병사들에게서는 ‘리틀 맥’이라고 불렸고, 신문 등에서는 처음에는 ‘젊은 나폴레옹’라고 했다가 이후에 ‘타디 조지’(tardy, 꾸물거리는) 또는 ‘느림보 조지’로 바뀐다.

## 생애
매클렐런은 필라델피아에서 유명한 안과의사로 제퍼슨 의과 대학의 설립자인 조지 매클렐런 박사의 아들로 태어났다. 어머니 엘리자베스 메츠 브링턴 매클렐런은 펜실베이니아에서도 유명한 가문 출신으로 ‘상당한 우아함과 기품’을 가지고 있었다. 슬하에 프레데리카, 존, 조지, 아서, 메리까지 5명의 아이를 가졌다. 매클렐런의 할아버지는 미국 독립 전쟁 때의 장군이었던 새뮤얼 매클렐런이었다. 그는 1840년 13세로 나이에 펜실베이니아 대학에 입학하여 법학을 공부하다가 2년 후 장래 목표를 군인으로 바꾼다. 아버지에게 편지를 존 타일러 대통령에게 보내게 하여 1842년 미국 육군 사관학교에 입학했다. (사관학교의 입학 기준은 16세 이상이었다.)
웨스트포인트에서 그는 정력적인, 야심을 가진 사관생도였다. 데니스 허트 마한에게 심층적인 배움을 가졌으며, 앙투안 앙리 죠미니의 전략 이론에 관심을 가졌다. 그는 남부의 좋은 집안 출신의 학생들인 제임스 스튜어트, 대브니 모리, 캐드머스 M. 윌콕스, 앰브로스 파월 힐 등과 친분을 다졌다. 그들과의 관계는 매클렐런에게 남부에대한 동정심을 가지게 했다. 그는 1846년에 59명 중 2등의 석차로 졸업했다. 수석을 하지 못한 것은 그림을 그리는 능력이 찰스 시포스 스튜어트보다 못했기 때문이다. 그는 소위로 명예 승진하였고, 육군 공병 사령부에 부임했다.

### 미국 멕시코 전쟁
매클렐런의 첫 번째 임무는 웨스트포인트에서 결성된 공병 중대였지만, 곧바로 미국 멕시코 전쟁에 종군하도록 명령을 받는다. 1846년 10월에 쌍발식 산탄총, 두 자루의 권총, 세이버, 예식용 패도, 보이 나이프를 장비하고 리오그란데강 하구에 도착했다. 미군은 9월 몬테레이 전투에서 승리했지만, 그는 늦어서 전투에 참전하지 못한 것을 아쉬워했다. 재커리 테일러 장군의 부대가 임시 휴전을 하는 동안 매클렐런은 이질과 말라리아에 걸려 약 한 달을 병원에서 보냈다. 말라리아는 그 후에도 재발하였고, 그는 그것을 ‘멕시코의 질병’이라고 불렀다. 그는 공병 장교로 용감하게 싸웠으며, 자주 적의 포격을 받았으며 콘트레라스 전투, 추루부스코 전투, 차풀테펙 전투에서 공적을 쌓아 중위로 명예 승진했다. 그는 윈필드 스콧 장군(매클렐런의 아버지의 친구)를 위한 정찰 임무에 종사하였다.
매클렐런의 전장에서의 경험은 이후의 남북 전쟁 및 정치권의 여러 사건에 영향을 주었다. 그는 정면 공격으로부터 측면에 있는 것 (스콧 장군이 세로고르도 전투에서 사용한 전술) 및 공성전 (베라크루스 공성전)의 가치를 배웠다. 그는 스콧이 군사 작전에서 정치적 균형을 유지하는 데 성공한 것과 침공 한 도시의 주민과 좋은 관계를 형성하고 시민의 재산 피해를 최소화하기 위해 병사들에게 엄격한 규율을 지키게 것을 목격했다. 그리고 매클렐런의 용병과 장교, 특히 규율과 훈련을 좋아하지 않았던 정치인을 경멸하게 되었다.

### 남북 전쟁
남북 전쟁 초기, 매클렐런은 북군 부대를 훈련시키고, 조직화된 군대하기 만들기 위한 중요한 역할을 했다. 그는 계획과 준비에 철저했기 때문에, 전투에서 빠르게 변화하는 상대의 기습 공격 능력을 꾸준히 봉쇄했다. 또한 그는 나폴레옹 시대에 비해 무기가 발달해서, 공격을 하는 측이 현저히 불리하게 되었다는 것을 알고 있었기 때문에, 약간의 전력 차에서는 무모한 정면 총돌격을 하지 않았다. 따라서 대부분의 북부 장군이 몇 번이나 패배한 남부의 로버트 E. 리 장군에게 승리 또는 큰 손상을 초래할 수 있었다.
1862년 ‘반도 방면 작전’에서 매클렐런은 처음에는 조셉 존스턴, 그 다음에 그와 교체한 리 장군과 싸웠고, 칠일 전투에서 리 군에게 아군보다 많은 손상을 입히는데 성공했다. 하지만 지나치게 신중하고 소극적인 대처로 수많은 기회를 놓쳐 전쟁의 장기화에 일조하였다. 또한 지나치게 오만한 성격으로 대통령의 진격 명령을 수차례 거부하였다. 그리고 수도 요새 공략이 가능할 정도로 전력 차이가 없음을  판단하고, 남부연합국 수도 리치먼드를 점령하라는 링컨의 요청을 거부했고, 사령관 교체를 선택했다. 

### 대통령 선거
대통령 선거에 출마하나 링컨에게 패배한다.

## 역대 선거 결과
| 선거명      | 직책명        | 대수 | 정당   | 득표율 | 득표수 (선거인단)  | 결과 | 당락               |
| ----------- | ------------- | ---- | ------ | ------ | ------------------ | ---- | ------------------ |
| 1864년 선거 | 미국의 대통령 | 16대 | 민주당 | 44.96% | 1,812,807표 (21명) | 2위  | 낙선               |
| 1877년 선거 | 뉴저지 주지사 | 24대 | 민주당 | 51.65% | 97,837표           | 1위  | 뉴저지 주지사 당선 |